# Molinadendron
Molinadendron P.K.Endress – rodzaj roślin należący do rodziny oczarowatych (Hamamelidaceae R. Br. in Abel). Obejmuje trzy gatunki występujące naturalnie w Ameryce Środkowej od Meksyku aż po Kostarykę.

## Systematyka
Pozycja systematyczna
Rodzaj z podrodziny Hamamelidoideae w obrębie rodziny oczarowatych (Hamamelidaceae). Dawniej gatunki tu zaliczane włączane były do rodzaju dwusłupek Distylium.
Wykaz gatunków
- Molinadendron guatemalense (Radlk. ex Harms) P.K.Endress
- Molinadendron hondurense (Standl.) P.K.Endress
- Molinadendron sinaloense (Standl. & Gentry) P.K. Endress